# Hedotettix coactus
Hedotettix coactus är en insektsart som beskrevs av Bolívar, I. 1887. Hedotettix coactus ingår i släktet Hedotettix och familjen torngräshoppor. Inga underarter finns listade i Catalogue of Life.